# Bibliothek der Universität Belgrad
Die Univerzitetska biblioteka „Svetozar Marković“ (serbisch-kyrillisch Универзитетска библиотека „Светозар Марковић“) ist die zentrale Bibliothek innerhalb des Systems der Universität Belgrad Bibliotheken. Sie ist nach Svetozar Marković benannt, einem politischen Aktivisten aus dem 19. Jahrhundert. Es ist die zweitgrößte Bibliothek in Belgrad nach der Serbischen Nationalbibliothek.
Es ist eine Carnegie-Bibliothek, errichtet mit den finanziellen Mitteln des Geschäftsmannes und Philanthropen Andrew Carnegie. Belgrad war einer der ersten drei europäischen Städte mit einer Carnegie-Bibliothek, die anderen waren Reims und Löwen. Diese Universitätsbibliothek ist die einzige Carnegie-Bibliothek in Zentral- und Osteuropa.
Die Belgrader Universitätsbibliothek ist die größte Universitätsbibliothek in diesem Land und verfügt über 1,5 Millionen Bücher. Sie ist die zentrale Bibliothek der Universität Belgrad, dient aber auch als Basis für alle anderen serbischen Hochschulbibliotheken. Die Bibliothek ist auch als Nationalbibliothek bekannt, wegen der großen serbischen Sammlung, darüber hinaus enthält sie eine Vielzahl internationaler wissenschaftlicher Sammlungen.
Die Bibliothek wurde 1921 gegründet und ist der Nachfolger der Belgrader Hochschulbibliothek aus dem Jahre 1844. Im derzeitigen Gebäude ist sie seit 1926 untergebracht.

## Bildung
Bis 2002 schulte die Abteilung für Wissenschaftsinformationen und Bildung einzelne Nutzer, doch seit diesem Jahr begann die Abteilung mit einer organisierten Nutzerausbildung in Form der Gruppenbildungen, Präsentationen, Lesungen, interaktiven Workshops usw. Die ersten Gruppenausbildungen wurden innerhalb des TEMPUS-Projekts veranstaltet und die Zielgruppe waren Hochschulbibliothekare aus der Organisation des Serbischen Akademischen Bibliotheksverbands. Zahlreiche Workshops und Lesungen zu Themen, die den Interessen und Bedürfnissen der Nutzer angepasst waren, wurden innerhalb des Bibliotheksverbandes veranstaltet. Seit 2014 findet ein akkreditierter Kurs „Informationsbildung in Bibliotheken: kommerzielle und nichtkommerzielle elektronische Informationsquellen“. Diese Workshops tragen der Einschätzung der Bibliothekare und dadurch einer Weiterentwicklung des ganzen Fachgebiets bei.

## Fernleihe
Die Tendenzen in der Entwicklung moderner Bibliothekswissenschaft haben vor, dass der künftige Nutzer einer Bibliothek im Land gleichzeitig der Nutzer von allen öffentlichen Bibliotheken der Welt wird. Dank der Fernleihe, die unmittelbar den neusten Trends der modernen Informationsgesellschaft folgen muss und die sich immer mehr auf die elektronische Kommunikationsform verlässt, wurde der Prozess, in dem man die nötigen und richtigen Informationen bekommt, erheblich verkürzt. Dadurch verliert man das Gefühl, das die Quellen der benötigten Informationen von einem weit entfernt sind.
Der Zweck der Fernleihe liegt vorzüglich darin, die Bedürfnisse und Anfragen der Nutzer sowohl an Informationen als auch Quellen aus verschiedenen Bereichen der Kunst, Wissenschaft und Kultur zu erfüllen. Es ist von höchster Bedeutung, die Bedürfnisse der Nutzer zu verstehen und sie der Dynamik der Informationsleistung anzupassen. Ein Wandel der Erwartungen, Anforderungen und des allgemeinen Typs der Nutzer beeinflussten auch die Fernleihe in der Universitätsbibliothek, die heutzutage eine Verknüpfung der klassischen und digitalen Leihe, wodurch sie die doppelseitige Natur der modernen Bibliotheken darstellt.

## Kataloge

### Elektronischer Katalog
Die Publikationen in der Universitätsbibliothek sind durch den elektronischen Katalog (OPAC) vollkommen durchsuchbar. Seit 1989 wird der Zettelkatalog nicht mehr überarbeitet. Alle neuen Daten werden lediglich in den elektronischen Katalog eingetragen. Die Ausleihe ist automatisiert.

### Zettelkatalog

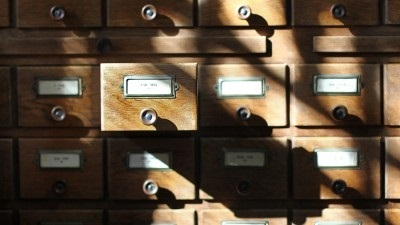
Zettelkatalog

Bücherkatalog aus dem Bestand der Universitätsbibliothek ist auf folgende Kataloge gegliedert:
- Alphabetischer Katalog aus dem Bestand der Universitätsbibliothek bis 1963.
- Alphabetischer Katalog aus dem Bestand der Universitätsbibliothek von 1963 bis 1998 (auf kyrillischer und lateinischer Schrift)
- Kyrillischer Katalog aus dem Bestand der Universitätsbibliothek bis 1963
- Fachkatalog aus dem Bestand der Universitätsbibliothek – gegliedert nach Fachgebieten
- Katalog der Doktorarbeiten aus dem Bestand der Universitätsbibliothek – gegliedert nach Fachgebieten

### Spezialkataloge
- Zentralkatalog der Bücher von der Universität Belgrad seit 1930
- Alphabetischer und chronologischer Katalog der alten und raren Bücher
- Katalog der Bibliothek „Vojislav-Jovanović-Marambo-Haus“
- Katalog der Illustrationen in alten Büchern und Serienpublikationen
- Katalog des Archivbestandes und Pseudonyme